# Vinen
Vinen är en sjö i Alvesta kommun och Älmhults kommun i Småland och ingår i Mörrumsåns huvudavrinningsområde. Sjön är 5,3 meter djup, har en yta på 3,19 kvadratkilometer och befinner sig 164 meter över havet. Sjön avvattnas av vattendraget Horgeån. Vid provfiske har bland annat abborre, gers, gädda och mört fångats i sjön.

## Delavrinningsområde
Vinen ingår i det delavrinningsområde (627291-142113) som SMHI kallar för Utloppet av Vinen. Medelhöjden är 171 meter över havet och ytan är 21,89 kvadratkilometer. Det finns inga avrinningsområden uppströms utan avrinningsområdet är högsta punkten. Horgeån som avvattnar avrinningsområdet har biflödesordning 2, vilket innebär att vattnet flödar genom totalt 2 vattendrag innan det når havet efter 81 kilometer. Avrinningsområdet består mestadels av skog (58 %) och öppen mark (13 %). Avrinningsområdet har 3,25 kvadratkilometer vattenytor vilket ger det en sjöprocent på 14,8 %.

## Fisk
Vid provfiske har följande fisk fångats i sjön:
- Abborre
- Gärs
- Gädda
- Mört
- Sik
- Siklöja
- Sutare